# Córdoba Open 2024
Il Córdoba Open 2024 è stato un torneo di tennis giocato sulla terra rossa. È stata la 6ª edizione del torneo facente parte dell'ATP Tour 250 nell'ambito dell'ATP Tour 2024. Si è giocato allo Stadio Mario Alberto Kempes di Córdoba, in Argentina, dal 5 all'11 febbraio 2024.

## Partecipanti al singolare

### Teste di serie
| Nazionalità | Giocatore               | Ranking* | Testa di serie |
| ----------- | ----------------------- | -------- | -------------- |
| Argentina   | Francisco Cerúndolo     | 22       | 1              |
| Argentina   | Sebastián Báez          | 25       | 2              |
| Argentina   | Tomás Martín Etcheverry | 28       | 3              |
| Austria     | Sebastian Ofner         | 40       | 4              |
| Germania    | Daniel Altmaier         | 52       | 5              |
| Cile        | Alejandro Tabilo        | 54       | 6              |
| Germania    | Yannick Hanfmann        | 58       | 7              |
| Spagna      | Roberto Carballés Baena | 65       | 8              |

* Ranking al 29 gennaio 2024.

#### Altri partecipanti
I seguenti giocatori hanno ricevuto una wildcard per il tabellone principale:
- Juan Manuel Cerúndolo
- Francisco Comesaña
- Mariano Navone

I seguenti giocatori sono entrati nel tabellone principale passando dalle qualificazioni:

- Facundo Bagnis
- Luciano Darderi
- Federico Agustín Gómez
- Román Andrés Burruchaga

Il seguente giocatore è entrato in tabellone come lucky loser:
- Thiago Agustín Tirante

### Ritiri
Prima del torneo
- Alejandro Tabilo → sostituito da  Thiago Agustín Tirante

## Partecipanti al doppio

### Teste di serie
| Nazione   | Giocatore          | Nazione     | Giocatore        | Ranking* | Testa di serie |
| --------- | ------------------ | ----------- | ---------------- | -------- | -------------- |
| Argentina | Máximo González    | Argentina   | Andrés Molteni   | 26       | 1              |
| Francia   | Sadio Doumbia      | Francia     | Fabien Reboul    | 70       | 2              |
| Brasile   | Marcelo Melo       | Paesi Bassi | Matwé Middelkoop | 94       | 3              |
| Colombia  | Nicolás Barrientos | Brasile     | Rafael Matos     | 119      | 4              |

* Ranking al 29 gennaio 2024.

### Altri partecipanti
Le seguenti coppie di giocatori hanno ricevuto una wildcard per il tabellone principale:
- Facundo Bagnis /  Nicolás Kicker
- Federico Agustín Gómez /  Renzo Olivo

La seguente coppia di giocatori è entrata in tabellone come alternate:
- Luciano Darderi /  Hugo Dellien

### Ritiri
Prima del torneo
- Pedro Martínez /  Albert Ramos Viñolas → sostituiti da  Fernando Romboli /  Marcelo Zormann
- Andrea Pellegrino /  Andrea Vavassori → sostituiti da  Guido Andreozzi /  Guillermo Durán
- Marcelo Tomás Barrios Vera /  Alejandro Tabilo → sostituiti da  Luciano Darderi /  Hugo Dellien

## Punti
| Evento    | V   | F   | SF  | QF | 2T   | 1T | Q    | Q2   | Q1   |
| Singolare | 250 | 165 | 100 | 50 | 25   | 0  | 13   | 7    | 0    |
| Doppio    | 250 | 150 | 90  | 45 | N.D. | 0  | N.D. | N.D. | N.D. |

## Montepremi
| Evento    | V        | F        | SF       | QF       | 2T      | 1T      | Q2      | Q1      |
| Singolare | $ 85 535 | $ 49 900 | $ 29 335 | $ 16 995 | $ 9 870 | $ 6 030 | $ 3 015 | $ 1 645 |
| Doppio*   | $ 29 720 | $ 15 900 | $ 9 320  | $ 5 210  | N.D.    | $ 3 070 | N.D.    | N.D.    |

*per team

## Campioni

### Singolare
Luciano Darderi ha sconfitto in finale  Facundo Bagnis con il punteggio di 6-1, 6-4.
- È il primo titolo in carriera per Darderi.

### Doppio
Máximo González /  Andrés Molteni hanno sconfitto in finale  Sadio Doumbia /  Fabien Reboul con il punteggio di 6-4, 6-1.